# Als der Jaguar nach Herford kam
Als der Jaguar nach Herford kam ist ein Dokumentarfilm von Rainer Bärensprung und Robin Epkenhans, der am 8. November 2019 im Capitol Kino Herford erstmals gezeigt wurde.

## Inhalt
Der Dokumentarfilm Als der Jaguar nach Herford kam gibt einen Einblick in die Entstehungsgeschichte des Jaguar-Clubs, der von Carola Frauli im Jahr 1966 in dem stillgelegten Kino Scala in Herford ins Leben gerufen wurde. Des Weiteren werden neun heute über 65-jährige Männer und Frauen aus dem Kreis Herford porträtiert, die damals Gäste im Jaguar-Club waren. Unterlegt mit viel Beat- und Rockmusik aus den 1960er Jahren folgt der Film seinen Protagonisten mit dokumentarischen Aufzeichnungen in die Vergangenheit und begleitet sie mit der Kamera in der Gegenwart.

## Produktion
Die Filmemacher Rainer Bärensprung und Robin Epkenhans begannen am 23. März 2017 mit den Dreharbeiten und schlossen sie im Oktober 2019 ab. Die Tonmischung wurde von Stephan Konken in den Konken Studios Hamburg durchgeführt. Susi Dollnig wurde als Coloristin engagiert.
Nach Bekanntgabe des Premierentermins im Capitol am 8. November 2019 waren alle 200 Plätze des Saals in weniger als 24 Stunden ausverkauft. Es folgten zahlreiche weitere Filmvorstellungen im Capitol, im Kino Kamera in Bielefeld und in überregionalen Kinos, die ebenfalls ausverkauft oder sehr gut besucht worden sind. Um der enormen Nachfrage nach Kinokarten gerecht zu werden, zeigte das Capitol am 16. November 2019 den Dokumentarfilm in allen vier Sälen.
Der Film wurde mit Mitteln der Sparkasse Herford und von Heiner Wemhöner gefördert.